# Nikolaj Martsenko

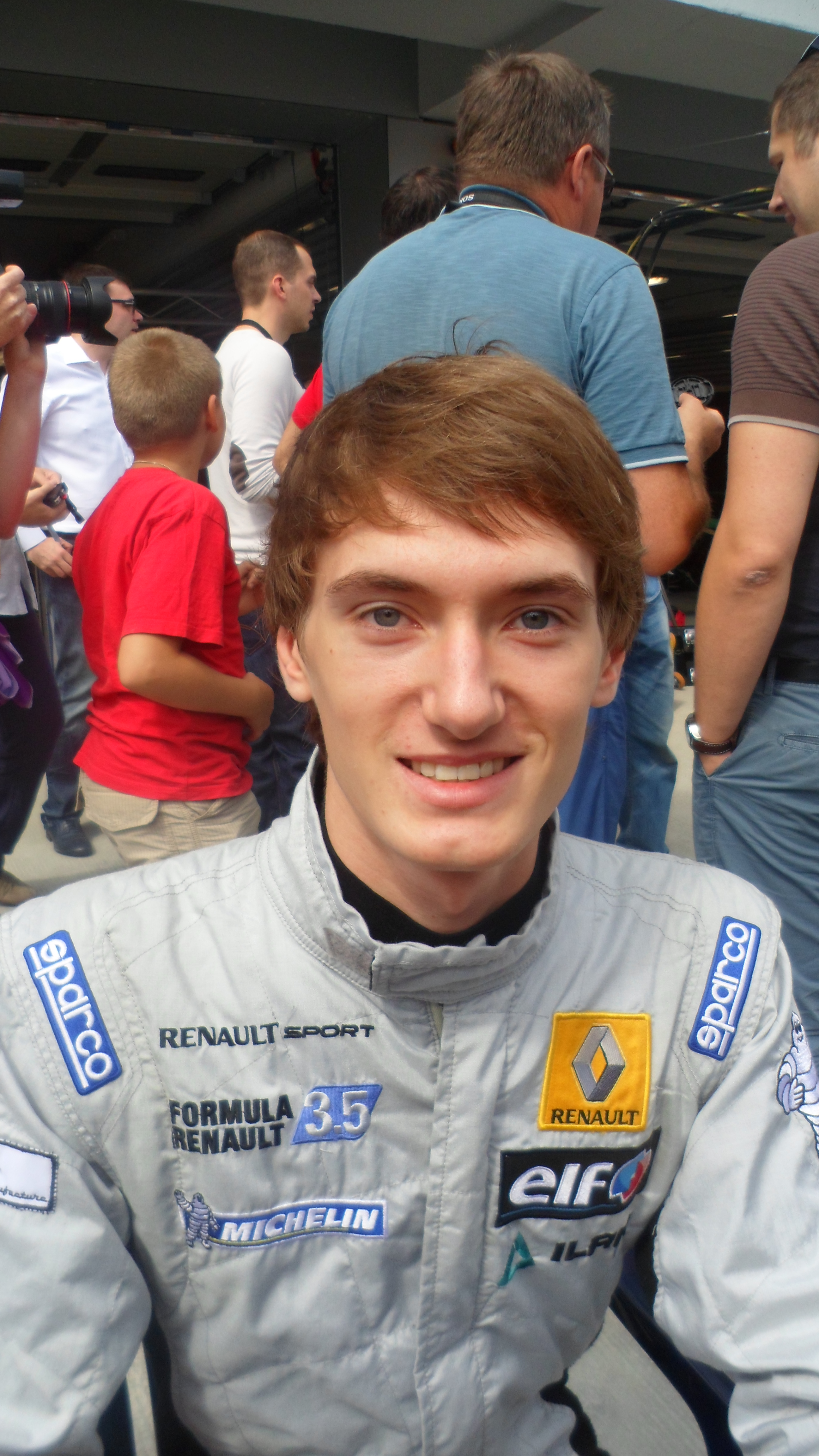
Nikolaj Martsenko in 2012.

Nikolaj Joerjevitsj Martsenko (Russisch: Николай Юрьевич Марценко) (Krasnojarsk, 25 mei 1993) is een autocoureur uit Rusland.

## Vroege carrière
Martsenko begon zijn carrière op elfjarige leeftijd in Russische touringcar-amateurkampioenschappen. Vanaf zestienjarige leeftijd rijdt hij in het formuleracing, in verschillende Formule 3-kampioenschappen, zoals de Duitse en Finse Formule 3-kampioenschappen en het Noord-Europese Formule 3-kampioenschap.

## Formule 3
In 2009 rijdt Martsenko in de Duitse Formule 3, met vier races in de Trophy Class in Oschersleben voor het team Jenichen Motorsport. In 2010 rijdt Martsenko in de hoofdklasse voor het Max Travin Racing Team. In 2011 bleef hij rijden voor hetzelfde team in de Duitse Formule 3, met als beste resultaat een vierde plaats op het TT-Circuit Assen. Hij eindigde met negen punten op de twaalfde plaats in het kampioenschap.

## Formule Renault 3.5
In 2012 wilde het Max Travin Racing Team uitkomen in de Formule Renault 3.5 Series met Martsenko als een van de coureurs. Het team werd echter niet opgenomen in de uiteindelijke startlijst. Hierna ging het team samenwerken met BVM Target voor Martsenko's debuut in het kampioenschap. Hij eindigde uiteindelijk als twintigste in het kampioenschap met 13 punten, met als beste resultaat een vijfde plaats in de eerste race van het kampioenschap op het Motorland Aragón.
In 2013 bleef Martsenko in de Formule Renault 3.5 rijden, maar stapt hij over naar het team Pons Racing. Hij krijgt Zoël Amberg als teamgenoot. Hij behaalde driemaal punten, waarvan tweemaal op Spa-Francorchamps met een zesde en zevende plaats en op het Circuit Paul Ricard met opnieuw een zevende plaats. Hierdoor eindigde hij als twintigste in het kampioenschap met 20 punten.
In 2014 stapte Martsenko over naar het team Comtec Racing in de Formule Renault 3.5. Na twee raceweekenden, waarbij hij zijn eerste podiumplaats in het kampioenschap haalde op Aragón, kreeg hij problemen met zijn budget waardoor hij de rest van het jaar niet meer terug kon keren.

## GP3
In 2014 maakte Martsenko na zijn budgetproblemen zijn debuut in de GP3 Series voor Hilmer Motorsport tijdens het tweede raceweekend op de Red Bull Ring, waarbij hij zijn landgenoot Ivan Taranov verving.